# Souméras
Souméras é uma comuna francesa na região administrativa da Nova Aquitânia, no departamento de Charente-Maritime. Estende-se por uma área de 6,26 km². Em 2010 a comuna tinha 368 habitantes (densidade: 58,8 hab./km²).